# Dipodascus ambrosiae
Dipodascus ambrosiae är en svampart som beskrevs av de Hoog, M.T. Sm. & E. Guého 1986. Dipodascus ambrosiae ingår i släktet Dipodascus och familjen Dipodascaceae.   Inga underarter finns listade i Catalogue of Life.